# Geneosperma
Geneosperma es un género de hongos de la familia Pyronemataceae.